# Georgina Campbell
Pour les articles homonymes, voir Campbell.
Georgina Campbell, née le 12 juin 1992 à Maidstone dans le Kent en Angleterre, est une actrice britannique. 

## Biographie

### Formation
Campbell a fréquenté Royal Holloway, Université de Londres.  Elle a obtenu son diplôme en 2014 avec un diplôme en études cinématographiques, . 

### Carrière
Le premier rôle de Campbell est venu en 2009 en jouant le rôle principal de Lucy dans le drame en ligne Freak . Après avoir précédemment joué des rôles mineurs dans des séries telles que Casualty, Holby City, Doctors et Meurtres au paradis
Depuis 2014, Campbell a joué dans la comédie dramatique After Hours en tant que Jasmine. La première série a été réalisée par Craig Cash et a été diffusée en novembre 2015. Elle a joué un rôle principal dans la mini-série télévisée Tripped (2015), un rôle de soutien dans le drame de la BBC One of Us et en 2016 est apparue dans la série comique Fleurs. En 2017, elle est apparue dans la série dramatique ITV Broadchurch comme DC Katie Harford et dans Black Mirror, série 4 épisode 4, "Pendez le DJ", comme Amy. En 2018, elle a commencé à jouer Lyta-Zod dans le drame SyfyKrypton.

## Récompense
En 2015, elle obtient le British Academy Television Award de la meilleure actrice pour le rôle d'Ashley Jones dans le téléfilm Murdered by My Boyfriend.

## Filmographie

### Cinéma
- 2017 : Le Roi Arthur : La Légende d'Excalibur : Kay
- 2022 : Barbare (Barbarian) de Zach Cregger : Tess
- 2023 : Bird Box: Barcelona d'Álex et David Pastor : Claire
- 2024 : Les Guetteurs d'Ishana Night Shyamalan : Ciara

### Télévision
- 2009 : Psychoville : Caroline
- 2009 : Freak : Lucy
- 2010 : Casualty : Amy
- 2010 : The Cut : Kelly
- 2011–2012 : Sadie J : Whitney Landon
- 2012 : Doctors : Abby Hellier
- 2012 : One Night : Rochelle
- 2012 : Holby City : Gabby Greendale
- 2013 : Meurtres au paradis : Therese
- 2013 : Ice Cream Girls : Serena Gorringe
- 2014 : The Dumping Ground : Jen
- 2014 : Murdered by My Boyfriend (téléfilm) : Ashley Jones
- 2015 : The Ark (téléfilm) : Aris
- 2015 : Brotherhood : Katherine
- 2015 : After Hours : Jasmine
- 2015 : Tripped : Kate
- 2016 : One Of Us : Anna
- 2016 : Flowers : Abigail
- 2017 : Broadchurch : Detective Constable Katie Harford
- 2017 : Black Mirror (Saison 4 épisode 4 Hang the DJ) : Amy
- 2017 : Philip K. Dick's Electric Dreams : Barbara
- 2018 : Krypton : Lyta Zod
- 2019 : À la croisée des mondes (Saison 1 épisode 2 Images du Nord) : Adèle Starminster
- 2020 : Soulmates (mini-série) : Miranda
- 2020 : Le Cheval pâle (mini-série) : Delphine Easterbrook
- 2022 : Suspicion : Natalie Thompson